# Mark Natanson
Mark Andrejevič Natanson, rusky Марк Андреевич Натансон (25. prosince 1850, Svencjany, Ruské impérium – 29. července 1919, Bern, Švýcarsko), byl ruský revolucionář a člen strany socialistů-revolucionářů. Pro svůj věk byl u eserů přezdíván "Strýček Maxim" (rusky Дядюшка Максим).
Jeho synovecem byl anarchista Alexander Berkman.

## Životopis

### Mládí
Mark Natanson se narodil ve městě Švenčionys v Litvě do bohaté židovské rodiny. Po ukončení docházky na Kovenské gymnázium se v letech 1868-71 vzdělával na lékařské akademii a zemědělském ústavu v Petrohradu (1871).

### Národník
V roce 1870 se Natanson stal revolucionářem. Spolu s Nikolajem Čajkovským založil organizaci Čajkovců, kteří čelili revoluční doktríně anarchistických Něčajevců.
V letech 1869-1871 byl Natanson vězněn v Petropavlovské pevnosti, a v roce 1872 byl poslán do Archangelska.
V roce 1876 se vrátil do Petrohradu. Zajistil propuštění svého revolucionářského přítele Petra Kropotkina, který pobýval v Petropavlovské pevnosti, a s filosofem Georgijem Plechanovem začal organizovat v Petrohradu stávky.
V roce 1877 byl opět zatčen a poslán na Sibiř. Roku 1889 odešel do Saratova, kde pracoval jako železničář.
Natanson roku 1890 prohlásil, že jeho cílem je sjednotit všechny národnické, socialistické i liberální organizace v jednu. V roce 1893 byla na sjezdu v Saratově založena jednotná strana Národní právo, která měla štáb v Orlu. V roce 1894 se agent Ochranky Sergej Zubatov pokusil úspěšně stranu zlikvidovat a její čelní představitele včetně Natansona zatknout.

### Eser
Po propuštění žil Natanson v Baku, kde pracoval jako účetní. V roce 1904 emigroval do Švýcarska, kde se setkal s Vladimirem Leninem.
V roce 1902 byla založena strana socialistů-revolucionářů. Natanson do ní ten samý rok vstoupil a stal jedním jejích předáků.
Roku 1904 odjel Natanson spolu s Viktorem Černovem a Jevno Azefem na Pařížskou konferenci, kde vypracoval strategický boj proti ruské autokracii.
Když roku 1908 odhalil socialista a přeběhlík od policie Vladimir Burcev kontakty Jevno Azefa s Ochrankou, Natanson se Azefa zastal a odmítal věřit, že Azef je agent provokatér. Burcev ve svých pamětech píše, že Natanson mohl být také policejní agent.

### Revoluce
V průběhu první světové války Natanson řekl, že revoluce bude v Rusku možná pouze pro případ porážky ve válce s Německem. V roce 1915 se účastnil Zimmerwaldské konference. Spolu s Leninem a menševikem Pavlem Axelrodem podepsal apel Zimmerwaldské konference k proletariátu Evropy.
Za únorové revoluce v květnu roku 1917 se Natanson vrátil do Ruska. Během říjnové revoluce podporoval bolševiky, sám se však s nimi roku 1919 pro neshody rozešel. Natanson svůj odchod odůvodnil: "Znepřátelil jsem si Lenina...už mu vůbec nevěřím".
Mark Natanson zemřel ve Švýcarsku během chirurgického zákroku.